# Scleria parallella
Scleria parallella är en halvgräsart som beskrevs av Charles Baron Clarke. Scleria parallella ingår i släktet Scleria och familjen halvgräs. Inga underarter finns listade i Catalogue of Life.